# Zussen (plaats)
Zussen is een van de dorpen die deel uitmaken van de deelgemeente Zichen-Zussen-Bolder van Riemst.

## Etymologie
Zussen werd in 1154 voor het eerst schriftelijk vermeld, en wel als Scans. Deze naam had betrekking op een schans.

## Geschiedenis
Sommigen zijn van mening dat Zussen een Luikse heerlijkheid was, in tegenstelling tot het nabijgelegen Zichen, dat een Loonse heerlijkheid zou zijn. Uiteindelijk werd Zussen als heerlijkheid één geheel met Zichen. Tijdens een administratieve hervorming onder Frans bewind in 1796 werd Bolder bij Zichen-Zussen gevoegd en werd de gemeente Zichen-Zussen-Bolder gevormd. Na de gemeentefusies in 1977 werd dat een deelgemeente van Riemst.

#### Mergelgroeven
In Zussen en Zichen was is er al vanaf de Middeleeuwen ontginning van mergel als bouwsteen. Vanuit verschillende toegangen via schachten en dalingangen zijn er verschillende stelsels ontgonnen die met elkaar verbonden werden en de mergelgroeve De Grote Berg vormen. Qua  omvang  is  de  Grote  Berg  vergeleken  met  andere  groeven  vrij  groot. De groeve is nog toegankelijk via twee dalingangen: de Lacroixberg en de Collasberg aan de Visésteenweg. Er waren schachten onder de historische bebouwing van Zussen naar kuilen die verbonden waren met de Grote Berg  
.

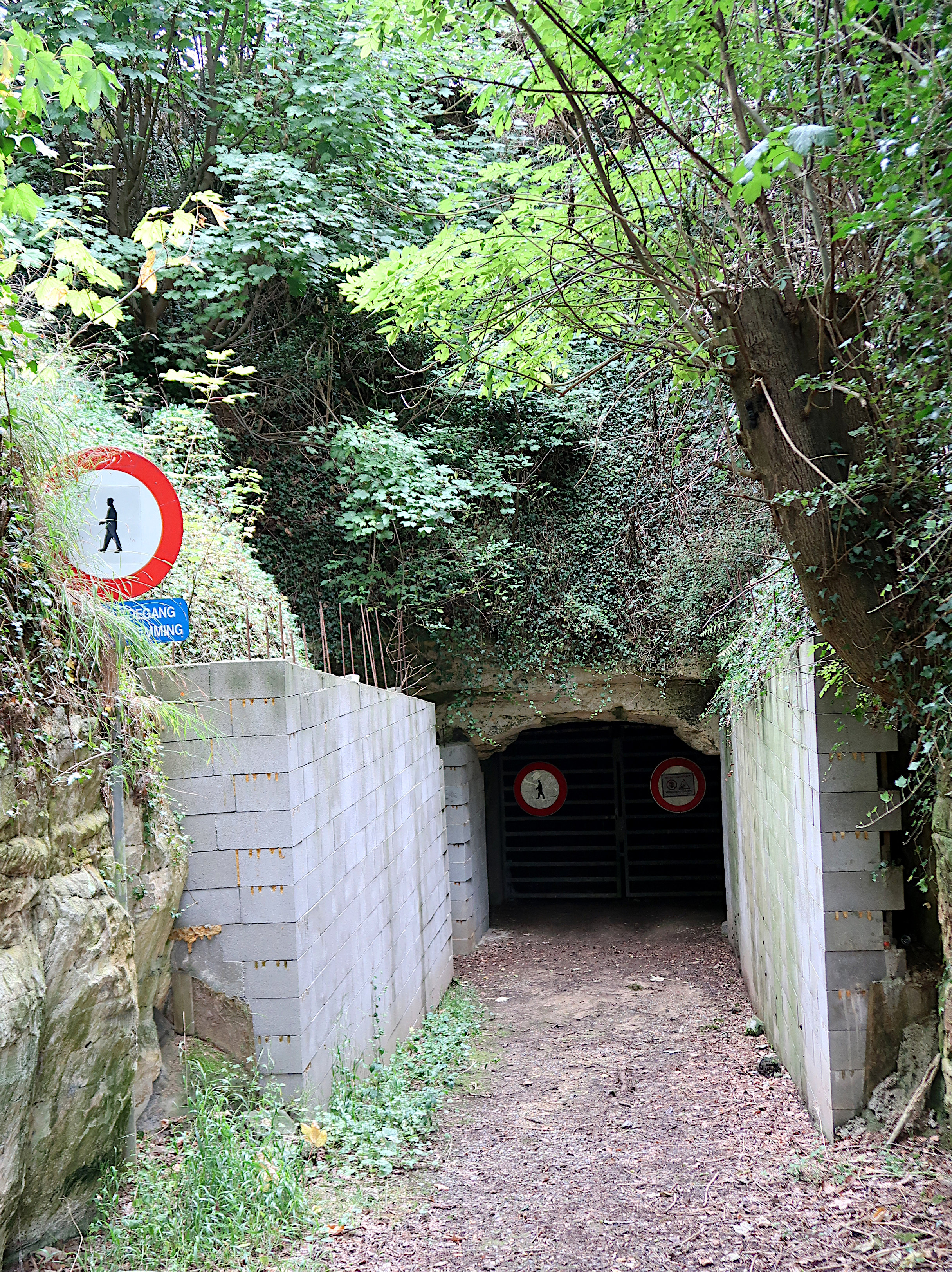
Ingang Lacroixberg
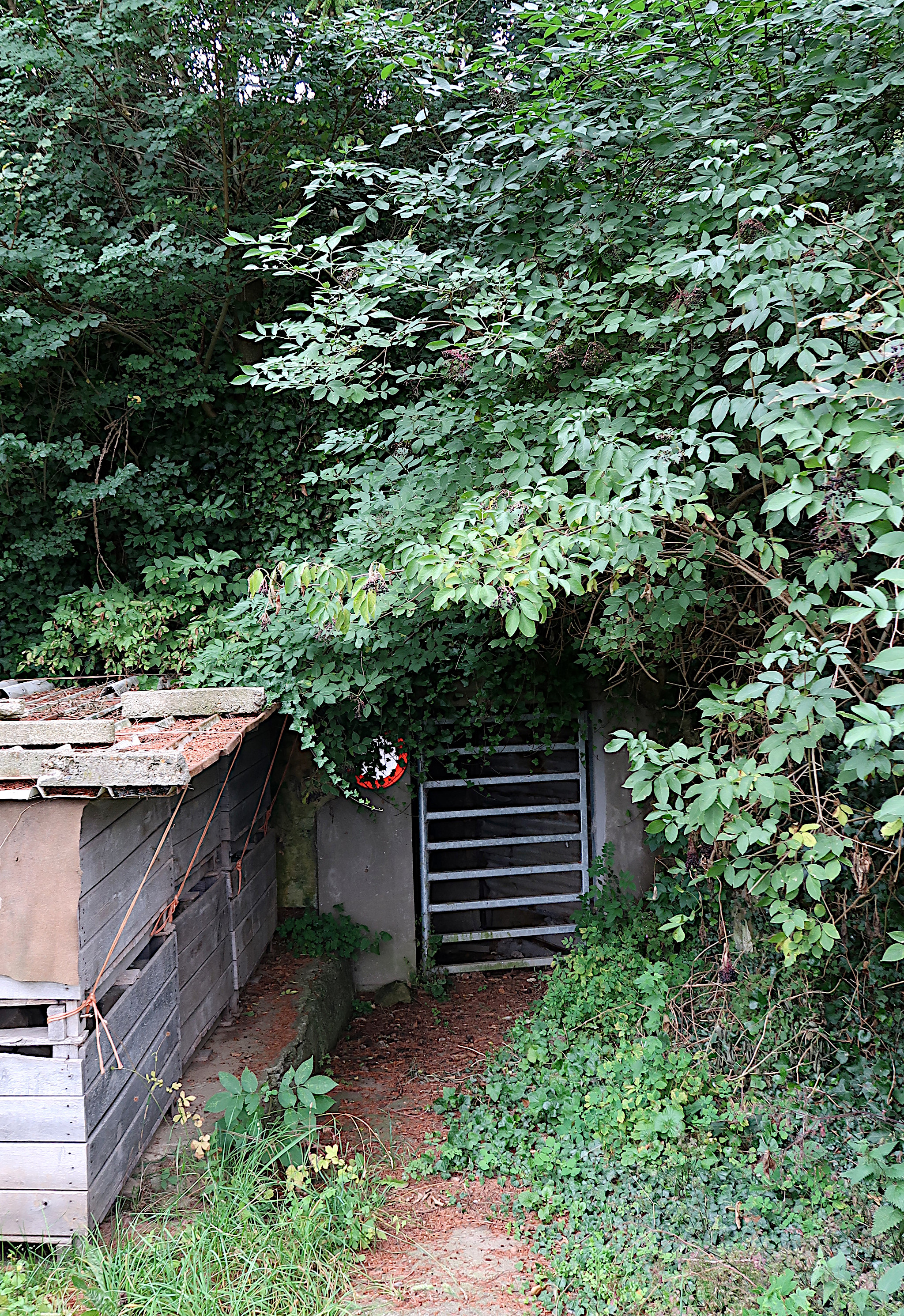
Ingang Collasberg

## Bezienswaardigheden
- De Sint-Genovevakerk, een mergelstenen bouwwerk uit 1852.

## Nabijgelegen kernen
Eben-Emael, Kanne, Heukelom, Zichen